# Makthar
Maktar (auch Makthar, arabisch مكثر) ist eine Kleinstadt und Marktort im nordtunesischen Bergland, an dessen Rand die antike Stadt Mactaris liegt, von der sich ihr Name ableitet. 

## Geographie
Der Ort liegt gut 70 km südöstlich von El Kef am Rand eines 900 m hohen Plateaus, das vom Oued Siliana, einem Nebenfluss des Medjerda, entwässert wird.